# Шевченко, Ольга Вячеславовна
Ольга Вячеславовна Шевченко (род. 1974, Таганрог) — российский педагог, директор Гимназии № 2 им. А. П. Чехова (Таганрог) с 2007 по 2010 годы.

## Биография
В 1996 году окончила Таганрогский государственный педагогический институт по специальности «Учитель французского и немецкого языков». Кандидат педагогических наук.
Работала в таганрогской Гимназии № 2 им. А. П. Чехова учителем иностранных языков, завучем по научно-методической работе; в 2007— 2010 годах была директором гимназии. Удостоена звания «Лучший управленец Дона — 2009».
В марте 2010 года была назначена на должность начальника управления образования города Таганрога. Проработала в этой должности до 14 мая 2013 года.
Под её руководством Управление образования Таганрога заняло I место в рейтинге городских округов Ростовской области по развитию муниципального образовательного комплекса в 2012 году.